# Herakon
Herakon (altgriechisch Ἡράκων Hērákōn; † 324 v. Chr. in Susa) war ein makedonischer Offizier Alexanders des Großen im 4. vorchristlichen Jahrhundert.
Über Herakons Rolle auf dem Asienfeldzug ist wenig bekannt, möglicherweise war er Anführer einer Söldnertruppe. 330 v. Chr. wurde er in Ekbatana zurückgelassen, um dort dem Stab des Feldherrn Parmenion anzugehören. Diesen ermordete er aber noch im selben Jahr auf Weisung Alexanders, gemeinsam mit den Offizieren Kleandros, Agathon und Sitalkes. Alle vier Offiziere führten in den folgenden Jahren ein Schreckensregiment in Ekbatana, indem sie die einheimische Bevölkerung drangsalierten und sich selbst bereicherten. Als Alexander wohl unerwartet doch aus Indien zurückkehrte, wurden sie 324 v. Chr. nach Karmana befohlen, wo sie sich vor der Heeresversammlung zu verantworten hatten. Während die anderen drei für schuldig befunden und hingerichtet wurden, wurde Herakon für unschuldig erklärt. In Susa aber wurde er von der örtlichen Bevölkerung wegen der Schändung ihrer Tempel angeklagt, die er ebenfalls während der Abwesenheit Alexanders begangen hatte. Dieses Mal wurde Herakon schuldig gesprochen und hingerichtet.